# Álvaro Jiménez Guerrero
Álvaro José Jiménez Guerrero (Còrdova, Andalusia, 19 de maig de 1995) és un futbolista andalús que com a lateral dret.

## Carrera de club
Jiménez va ingressar al planter del Reial Madrid el 2010, després de començar la formació amb el Córdoba CF. Va fer el seu debut com a sènior amb el Reial Madrid C el 8 de setembre de 2013, entrant com a suplent a la segona part en una derrota a casa per 0–2 casa contra el Getafe CF B a Segona Divisió B.
Jiménez fou definitivament promogut a l'equip C el juliol de 2014, però va estar-se la gran majoria de la campanya amb el filial. Va fer el seu debut pel Castilla el 5 d'octubre de 2014, com a titular, en una victòria a fora per 1–0 contra el Barakaldo CF.
Jiménez va marcar el seu primer gol per l'equip l'11 de novembre, el primer del Castilla en una victòria per 2–1 a casa contra la UB Conquense; també va fer doblets en un 4–1 al CD Toledo i en un 4–2 guanyat contra l'Atlético de Madrid B, ambdós el gener de 2015. Va acabar la temporada com un dels màxims golejadors de l'equip, amb set gols, juntament amb Burgui i Raúl De Tomás.
El 4 d'agost de 2016, Jiménez va ser cedit al Getafe CF, de Segona divisió, per tota la temporada. Va fer el seu debut com a professional el 26 d'agost, entrant com a suplent als darrers minuts del partit per Facundo Castillón en un empat 0–0 a casa contra el CD Numancia.
El 26 de juny de 2017, després que el Geta promocionés, Jiménez va ser comprat pel club. Va fer el seu debut a La Liga el 20 d'agost, com a titular, però sent expulsat, en un empat 0–0 a fora contra l'Athletic Club.
El 22 d'agost de 2018, Jiménez va ser cedit al Real Sporting de Gijón, de segona divisió, per un any. El següent 12 juliol, va anar cedit a l'Albacete Balompié de la mateixa categoria.
L'1 de setembre de 2020, Jiménez va signar un contracte permanent de dos anys amb l'Alba. El 8 d'agost de l'any següent, després del descens del club, va fitxar pel Cadis CF de primera divisió, per un any.
El 29 de gener de 2022, Jiménez va tornar a segona divisió essent cedit a la UE Eivissa per la resta de la temporada. El 20 de juliol, fou cedit a la UD Las Palmas, també de segona.
El 5 de juliol de 2023, Jiménez es va traslladar a l'estranger per primera vegada en la seva carrera i es va unir a l'equip iranià Tractor SC cedit per un any. El 3 de gener següent, va tornar a les Illes Canàries després d'acordar un contracte de cessió amb el CD Tenerife per a la resta de la la temporada.